# Tshering Yangdon

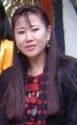
Tshering Yangdon.

Tshering Yangdon (geb. 21. Juni 1959, Nobgang, Punakha, Bhutan) ist die dritte der vier Frauen und Königinnen (Druk Gyaltsuen, Queen consort of Bhutan) von Jigme Singye Wangchuck, dem früheren König von Bhutan, welcher bis zu seiner Abdankung 2006 regierte. Sie ist eine der „Königinmütter“ (Gyalyum Kude, Queen Mother) von Bhutan und Mutter des derzeitigen Königs Jigme Khesar Namgyel Wangchuck. Sie ist auch die Mutter von Jigme Khesars zwei jüngeren Voll-Geschwistern, Prinzessin Ashi Dechen Yangzom (geb. 1981) und Prinz Gyaltshab Jigme Dorji (geb. 1986).

## Leben
Tshering Yangdon wurde am 21. Juni 1959 geboren. Ihr Vater, Yab Dasho Ugyen Dorji (1925–2019), war der Gründer und Eigentümer der Ugyen Academy (UA, 2002). Ihre Mutter ist Yum Thuiji Zam (geb. 1932).
Sie erhielt ihre Schulbildung an der St. Helen’s School, Kurseong, Indien. Zusammen mit ihren Schwestern Dorji Wangmo, Tshering Pem Wangchuck und Sangay Choden wurde Ashi Tshering Yangdon mit Jigme Singye Wangchuck, dem vierten König von Bhutan verheiratet. Sie ist die „dritte“ der Königinnen und die Mutter des Königs.

## Philanthropische Arbeit
Die Königin gründete im März 2009 die Bhutan Nun’s Foundation (BNF). Die Stiftung versucht, Nonnenklöster zu einem Weg zu verhelfen auf welchem Mädchen und Frauen durch Bildung und wirtschaftliche Selbstständigkeit zu einem selbstbestimmten Leben kommen.
Die Königin ließ auch 2004 den Khamsum Yulley Namgyal Chörten in Punakha errichten.

### Ämter
- Royal Patron of the Royal Society for the Protection and Care of Animals (Schirmherrin der Gesellschaft für den Schutz und die Pflege der Tiere).
- Royal Patron of the Royal Bhutan Flower Exhibition (Schirmherrin der Königlichen Blumenausstellung von Bhutan).[5]

## Kinder
Tshering Yangdon hat die drei Kinder:
- König Druk Gyalpo Jigme Khesar Namgyel Wangchuck (21. Februar 1980; verheiratet 13. Oktober 2011 mit Ashi Jetsun Pema)[6]
  - Kronprinz Druk Gyalsey Jigme Namgyel Wangchuck[7] (geb. 5. Februar 2016)
  - Prinz Dasho Jigme Ugyen Wangchuck (geb. 19. März 2020)
  - Prinzessin Ashi NN. Wangchuck (ge. 9. September 2023)

- Prinzessin Ashi Dechen Yangzom Wangchuck (geb. 2. Dezember 1981, verheiratet 29. Oktober 2009 mit Dasho Tandin Namgyel)[8]
  - Ashi Dechen Yuidem Yangzom Wangchuck[9]
  - Dasho Ugyen Dorji Wangchuck
  - Dasho Jigme Singye Wangchuck

- Prinz Gyaltshab Jigme Dorji Wangchuck (geb. 14. April 1986; verheiratet 17. Oktober 2013 mit Ashi Yeatso Lhamo)[10]
  - Ashi Decho Pema Wangchuck (geb. 2014)[11]

| Vorgänger     | Amt                                                                                                  | Nachfolger  |
| ------------- | --- | ----------- |
| Kesang Choden | Druk Gyaltsuen Königin von Bhutan mit: Tshering Pem Wangchuck, Dorji Wangmo, Sangay Choden 1979–2006 | Jetsun Pema |
| Kesang Choden | Gyalyum Kude Königinmutter mit: Tshering Pem Wangchuck, Dorji Wangmo, Sangay Choden 2006-            | —           |